# Oxytate bhutanica
Oxytate bhutanica es una especie de araña cangrejo del género Oxytate, familia Thomisidae. Fue descrita científicamente por Ono en 2001.

## Distribución
Esta especie se encuentra en Asia: Bután y China.

## Tratamiento taxonómico
La especie aparece registrada y publicada en Crab spiders of the family Thomisidae from the Kingdom of Bhutan (Arachnida, Araneae). Entomologica Basiliensis 23: 203–236.